# Municipio de Washburn (Misuri)
El municipio de Washburn (en inglés: Washburn Township) es un municipio ubicado en el condado de Barry en el estado estadounidense de Misuri. En el año 2010 tenía una población de 1168 habitantes y una densidad poblacional de 15,75 personas por km².

## Geografía
El municipio de Washburn se encuentra ubicado en las coordenadas 36°35′26″N 93°56′45″O / 36.59056, -93.94583. Según la Oficina del Censo de los Estados Unidos, el municipio tiene una superficie total de 74.17 km², de la cual 74,05 km² corresponden a tierra firme y (0,16 %) 0,12 km² es agua.

## Demografía
Según el censo de 2010, había 1168 personas residiendo en el municipio de Washburn. La densidad de población era de 15,75 hab./km². De los 1168 habitantes, el municipio de Washburn estaba compuesto por el 96,49 % blancos, el 0,43 % eran amerindios, el 1,03 % eran asiáticos, el 0,09 % eran isleños del Pacífico, el 0,09 % eran de otras razas y el 1,88 % eran de una mezcla de razas. Del total de la población el 1,88 % eran hispanos o latinos de cualquier raza.